# 佐原徹哉
佐原 徹哉（さはら てつや、本名・哲也、1963年11月8日 - ）は、日本の歴史学者。明治大学政治経済学部教授。専門はバルカン近現代史、東欧史、紛争の比較研究。東京都生まれ。

## 略歴
1988年3月、東京大学文学部西洋史学科卒業。1990年3月、同大学院西洋史学修士課程修了。1992年9月、同人文学研究科博士課程中退。同月～東京都立大学人文学部助手。
2002年、「近代バルカン都市社会史：多元主義空間における宗教とエスニシティ」で文学博士（東京大学)の学位を取得。
2002年4月～明治大学政治経済学部専任講師。同助教授、准教授を経て、2008年4月～現職。

## 著書

### 単著
- 『近代バルカン都市社会史――多元主義空間における宗教とエスニシティ』刀水書房、2003年。ISBN 978-4-88708-309-7
- 『ボスニア内戦――グローバリゼーションとカオスの民族化』有志舎、2008年／ちくま学芸文庫、2025年。ISBN 978-4-480-51313-7
- 『中東民族問題の起源：オスマン帝国とアルメニア人』白水社、2014年。ISBN 978-4-560-08376-5

### 編著
- 『ナショナリズムから共生の政治文化へ――ユーゴ内戦10年の経験から』北海道大学スラブ研究センター、2002年。※非売品
- 『バルカン史』上下、山川出版社、2024年

### 共編著
- 柴宜弘と『バルカン学のフロンティア』彩流社＜叢書東欧＞、2006年。ISBN 978-4-7791-1149-5

### 訳書
- D. ジョルジェヴィチ、S. フィシャー・ガラティ『バルカン近代史――ナショナリズムと革命』刀水書房、1994年。ISBN 978-4-88708-153-6
- ロバート・J.ドーニャ、ジョン・V. A.ファイン『ボスニア・ヘルツェゴビナ史：多民族国家の試練』（柳田美映子・山崎信一と共訳）恒文社、1995年。ISBN 978-4-7704-0850-1
- スコット・タイラー『アメリカの正義の裏側――コソヴォ紛争その後』平凡社、2004年。 ISBN 978-4-582-44710-1
- イルテル・エルトゥールル『現代トルコの政治と経済：共和国の85年史(1923-2008)』世界書院、2011年。ISBN 978-4-7927-2117-6

### 主要論文
- 「近代セルビア国家の成立に関する諸問題：1842年の護憲党体制の確立にいたる過程と内実」（上）『東欧史研究』13号、1990年1、23-40ページ。（下）同14号、1991年、163-174ページ。
- 「ドナウ州での教育改革の試み（1865-68）とその反応：タンズィマート期ブルガリア社会の一断面」『講座スラブの世界③スラブの歴史』（弘文堂、1995年）、126-158ページ。
- 「黒海沿岸のギリシア系社会と「再帰国化（παλιυυόοτηοη）」『歴史学研究』703号、1997年10月増刊、151-158ページ。
- 「意味生成の場としての周辺：民族浄化の起源に関する一つの仮説」『史境』48号、2004年3月、10-17ページ。
- 「ボスニアのムスリム・コミュニストにとっての宗教とネイション」酒井啓子・臼杵陽編『イスラーム地域研究叢書⑤イスラーム地域の国家とナショナリズム』（東京大学出版会、2005年）、79-102ページ。
- 「民族自決と「民族浄化」：ある翻訳の帰結」真島一郎編『だれが世界を翻訳するのか：アジア・アフリカの未来から』（人文書院、2005年）、167-208ページ。
- 「ブルガリアの創氏改名と脱亜主義：「民族再生プロセス」再考」高橋秀寿・西成彦編『東欧の20世紀』（人文書院、2006年）、94-125ページ。
- 「東方正教と民族の誕生：ブルガリア教会独立運動と地域社会」『バルカン学のフロンティア』（彩流社、2006年）、201-242ページ。

## 参考
- 明治大学